# 신청구 (후허하오터시)

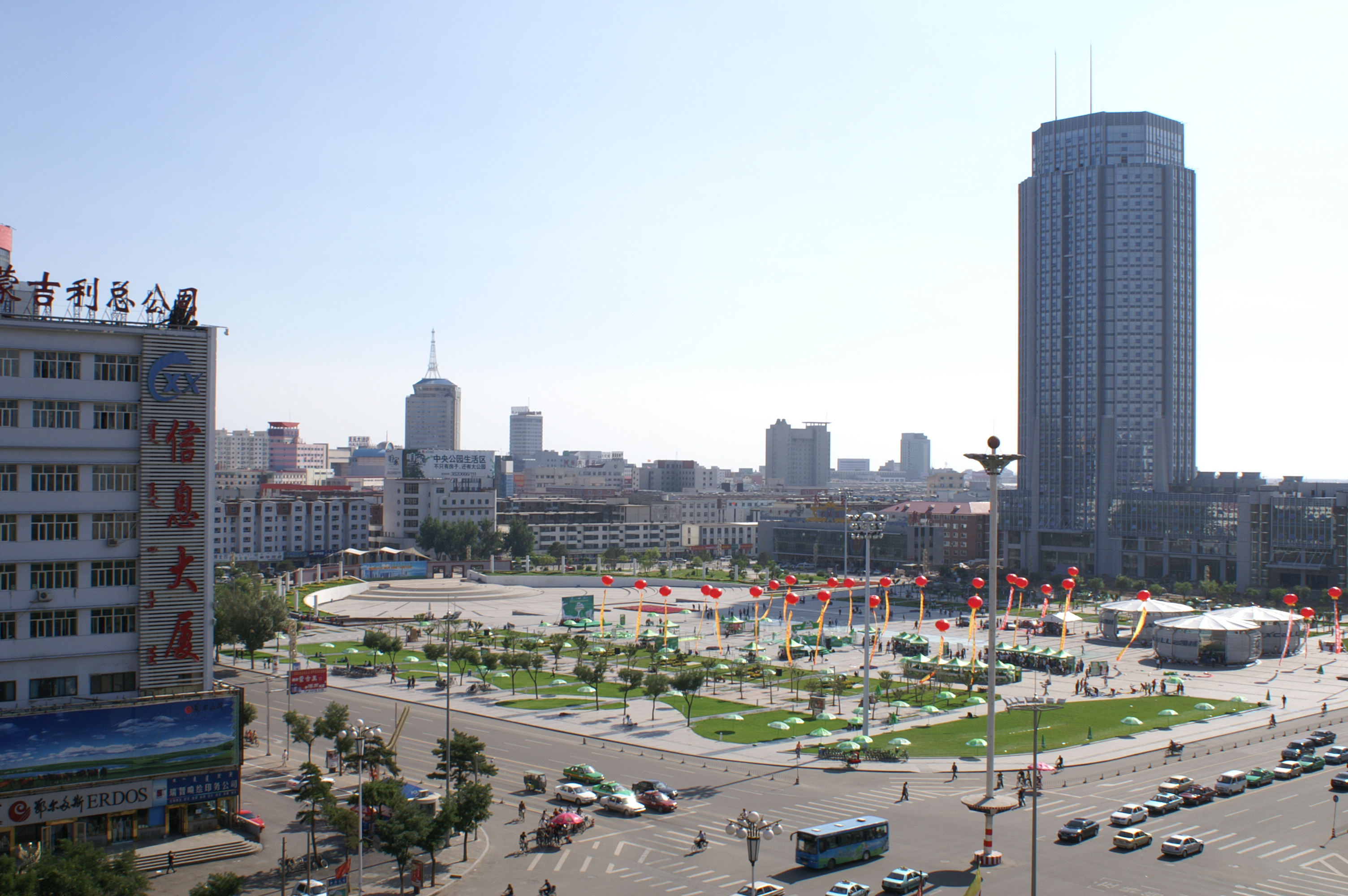

신청구(한국어: 신성구, 중국어: 新城区, 병음: Xīnchéng Qū)는 내몽골 자치구 후허하오터 시의 현급 행정구역이다. 넓이는 700km2이고, 인구는 2007년 기준으로 340,000명이다.

## 행정 구역
7개 가도, 2개 진을 관할한다.
- 가도: 海东路街道, 锡林路街道, 中山东路街道, 东街街道, 西街街道, 东风路街道, 迎新路街道.
- 진: 毫沁营镇, 保合少镇.